# Monument à Dante (Santa Croce)
Le Monument à Dante de Santa Croce est une statue en marbre de Carrare dédiée à Dante Alighieri ; il est situé au coin gauche du parvis de la basilique Santa Croce de Florence, en haut des marches.

## Histoire
La statue, due à Enrico Pazzi, fut érigée sur la piazza Santa Croce pour célébrer le poète florentin pour le 6e centenaire de sa naissance et le monument fut inauguré le 14 mai 1865 par le roi Victor-Emmanuel II.

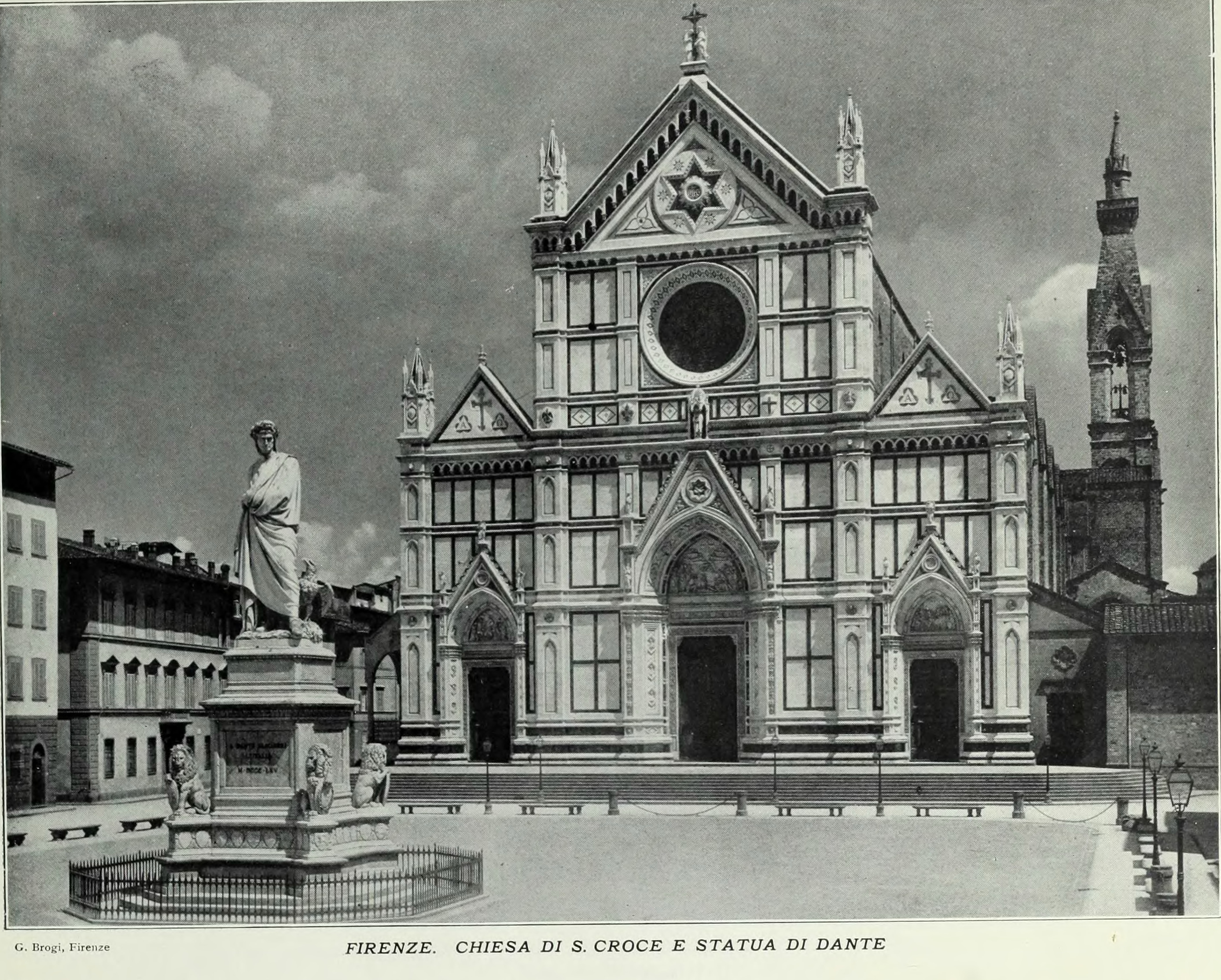
Emplacement initial au centre de la place.

En 1968 elle fut déplacée à son emplacement actuel pour laisser la place aux manifestations du calcio storico.

## Description
Dante est représenté debout enveloppé dans sa cape, la tête couronnée de lauriers ; posté à ses pieds, un aigle (symbolique des Gibelins) lève le regard vers lui.
Sur le panneau avant de marbre veiné de rose figure une dédicace :
Le piédestal étagé comporte sur chacun de ses quatre coins torrelés, un marzocco, emblème de la cité, et le pourtour de la base porte les écussons des principales villes italiennes.

Détails des armoiries blasonnées.
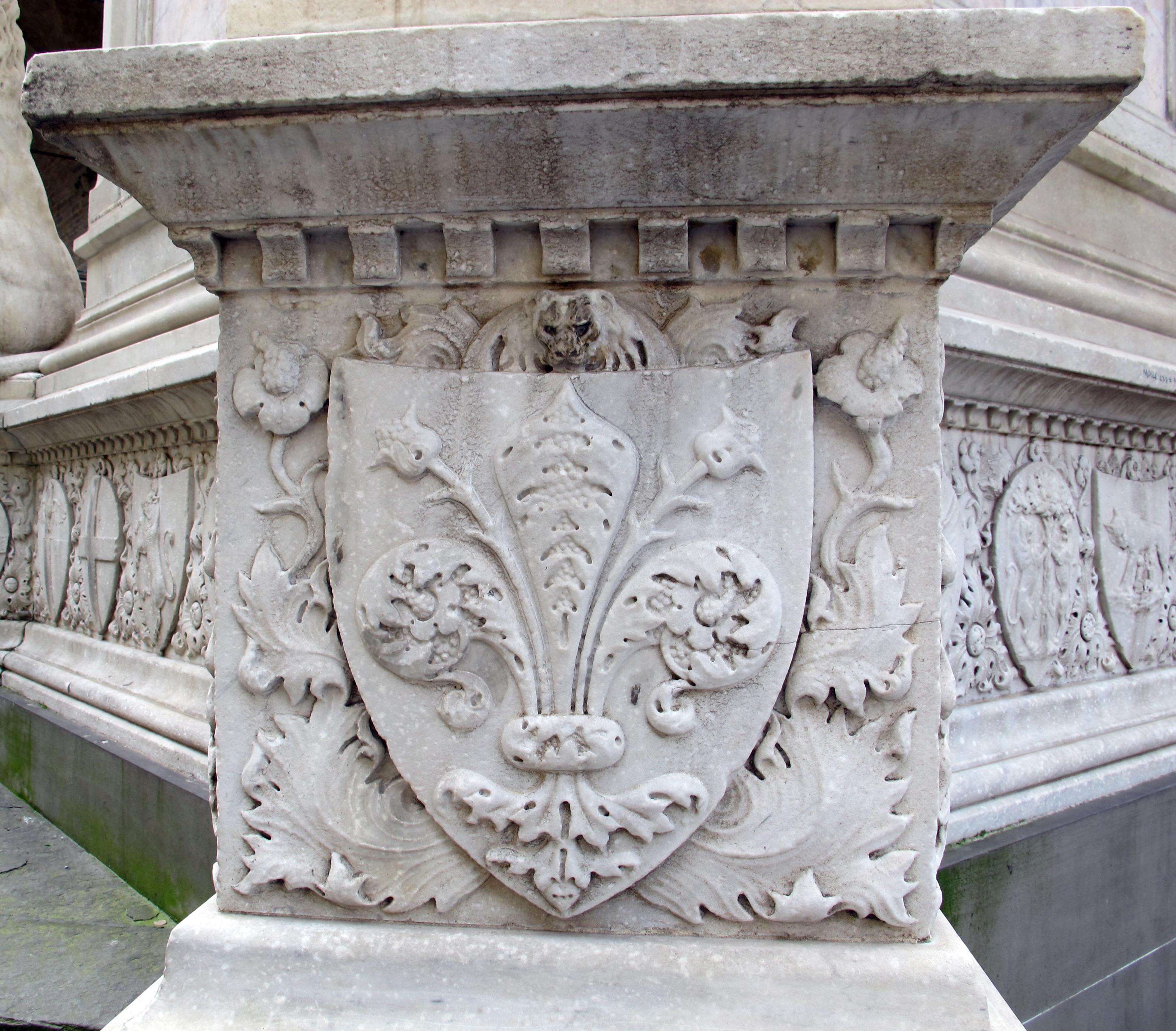
Florence
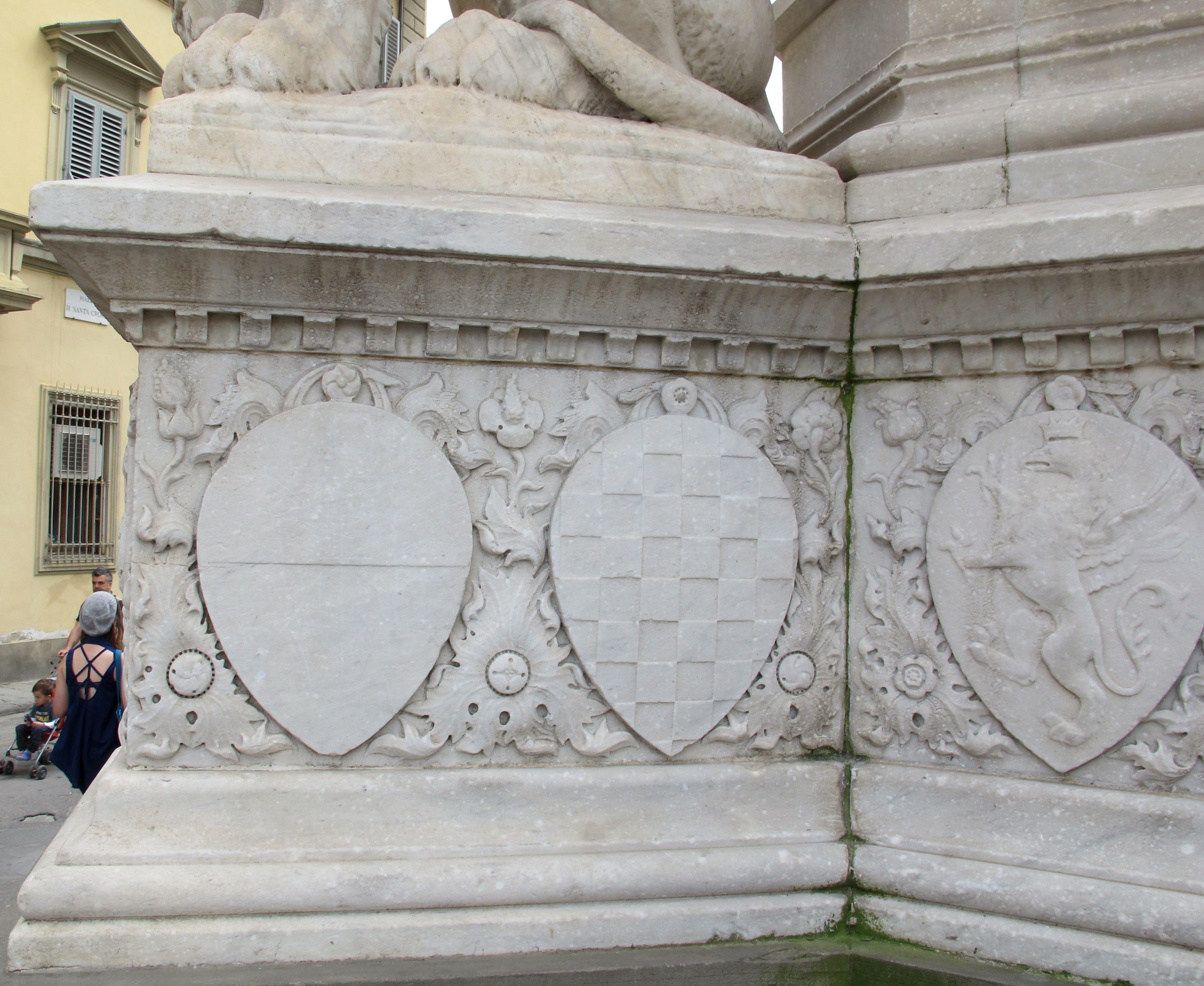
Sienne et Pistoia
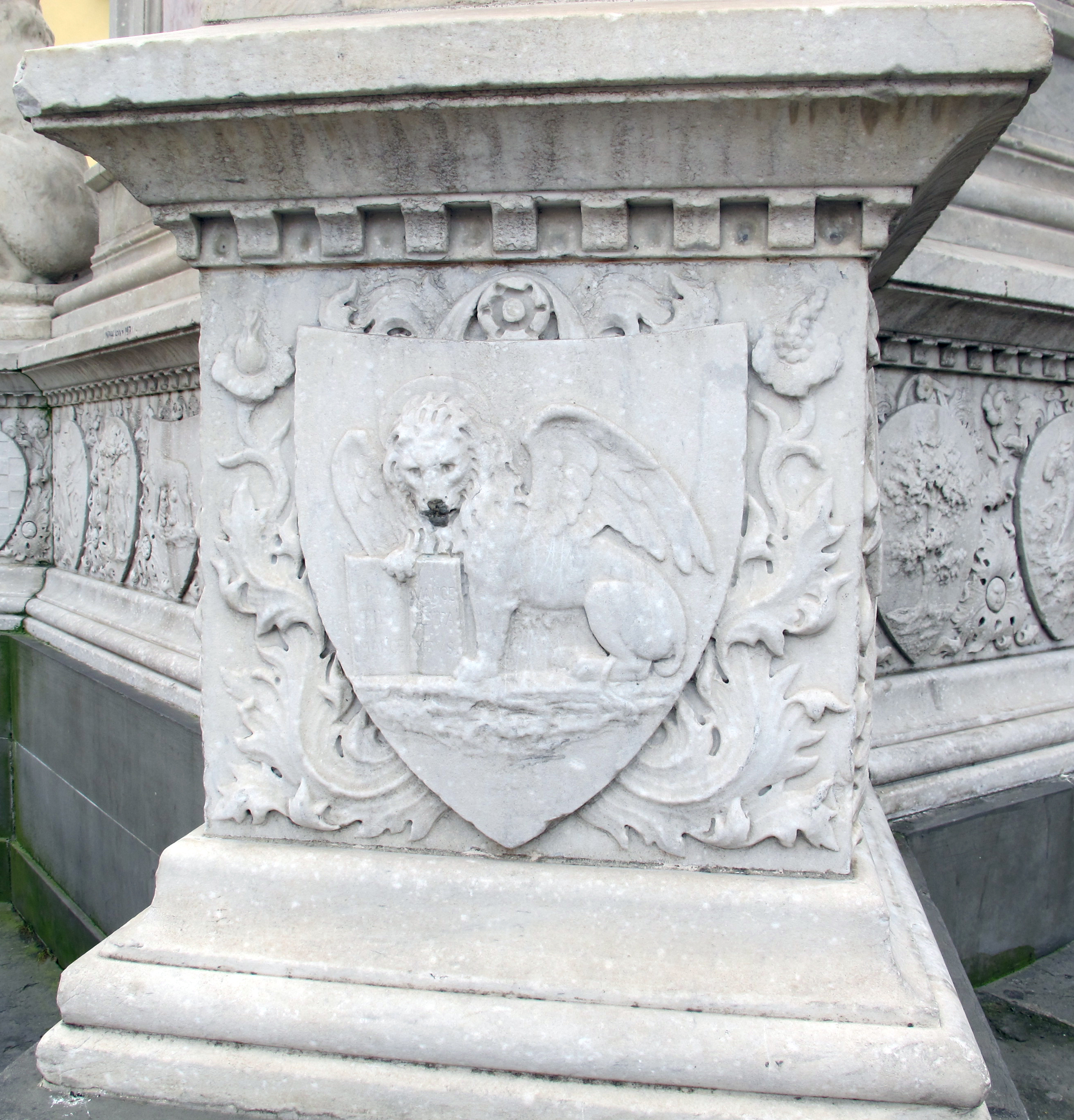
Venise
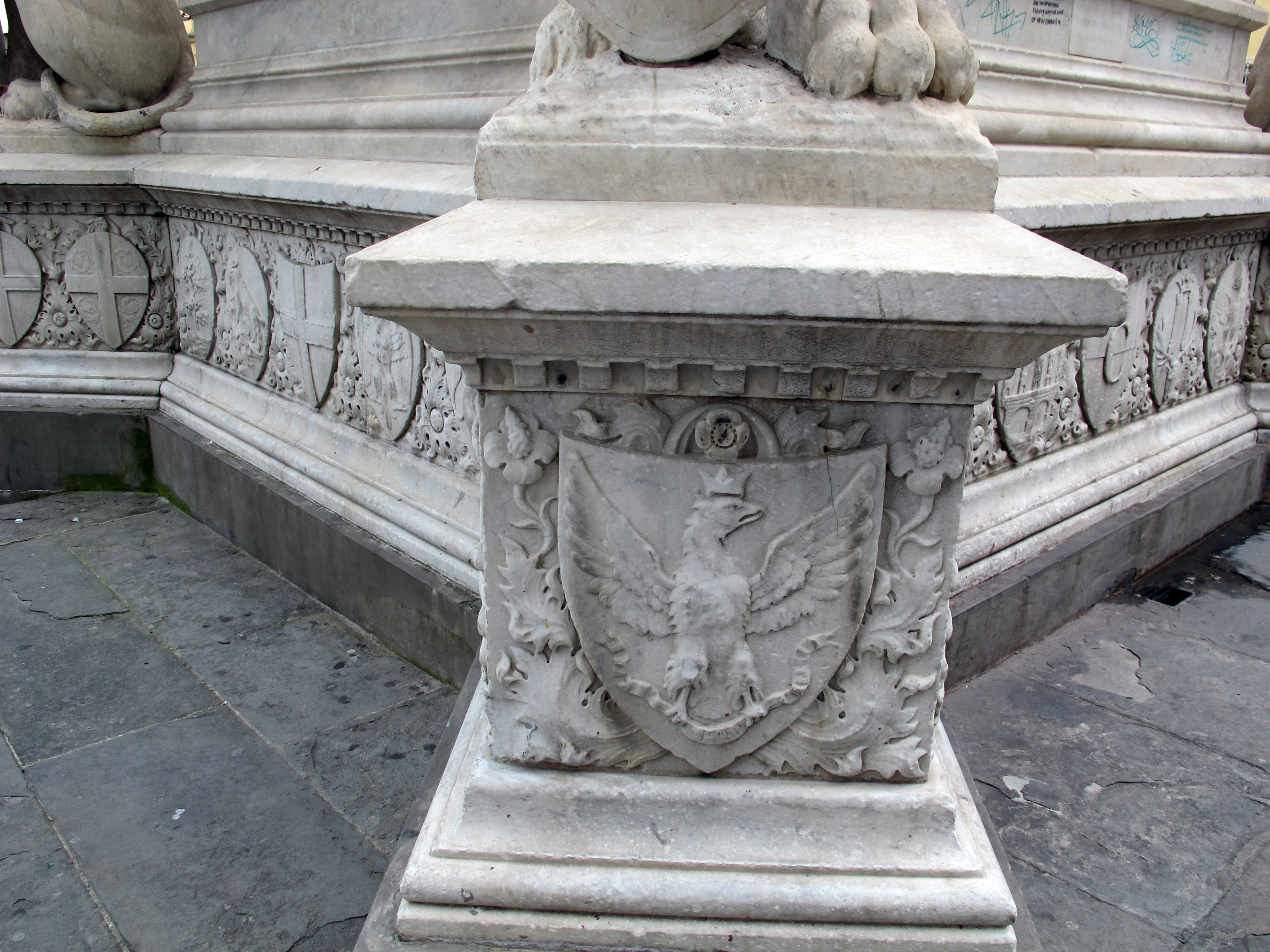
Palerme

## Usage de la représentation
- Argentine : timbre de 8 pesos - 1965[1]
- Chine : copie de la statue à Ningbo, Jiangdong District